# Ravenna (Teksas)
Ravenna je grad u američkoj saveznoj državi Teksas. Prema popisu stanovništva iz 2010. u njemu je živjelo 209 stanovnika.